# Імператорські терми (Трір)

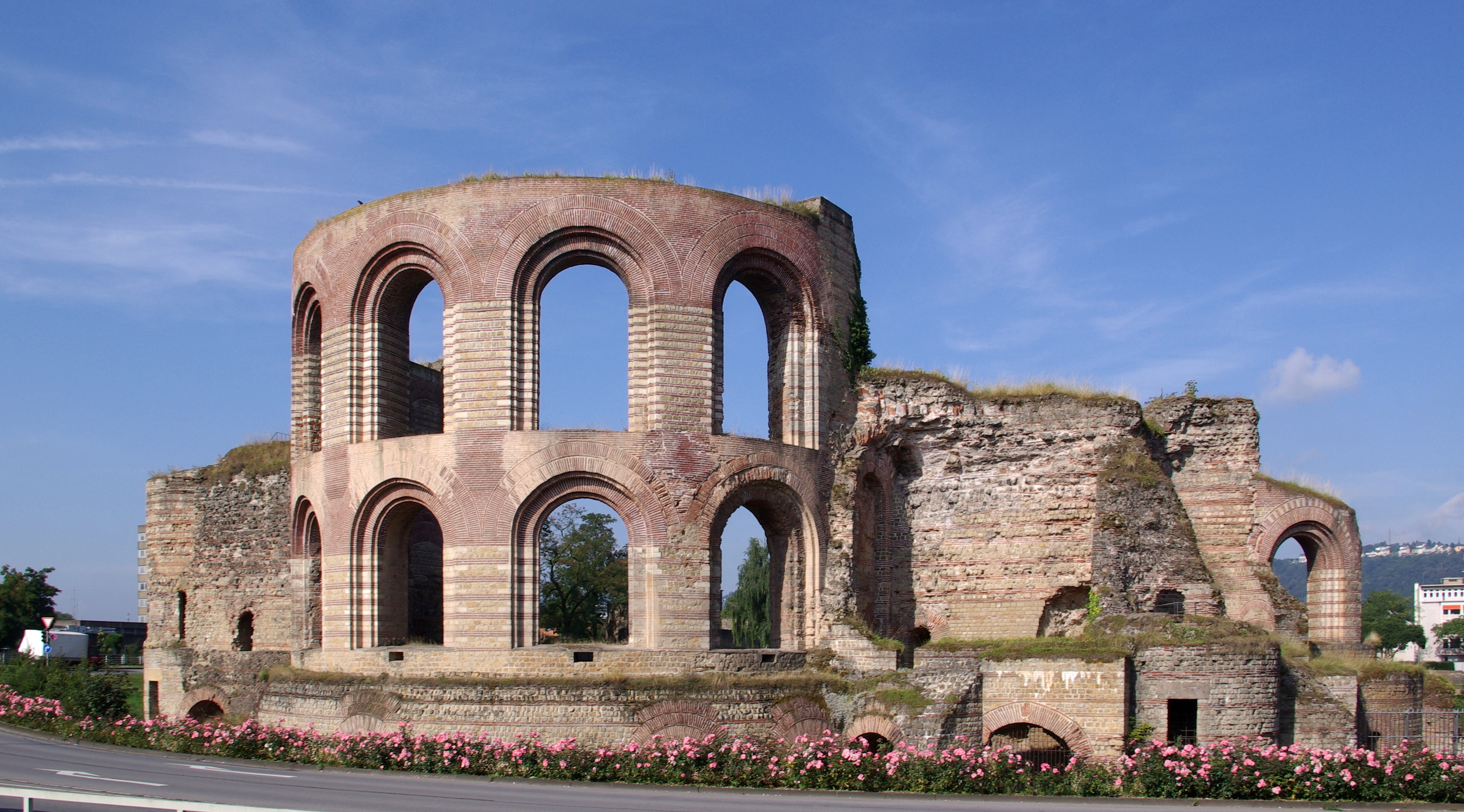
Вигляд зі сходу (станом на 2009 рік)

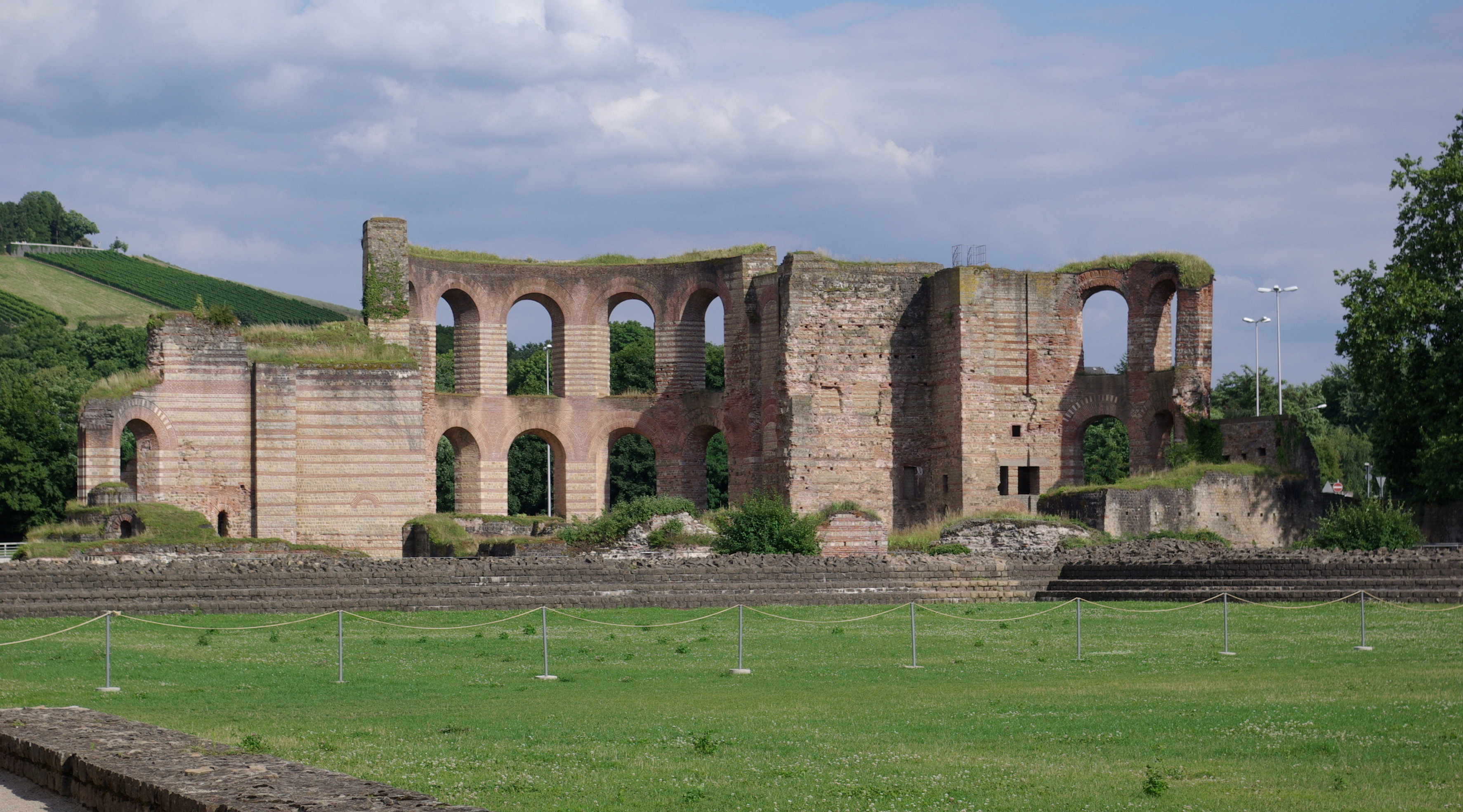
Інтер'єр від західного краю Palaestra на південний схід (станом на 2009 рік)

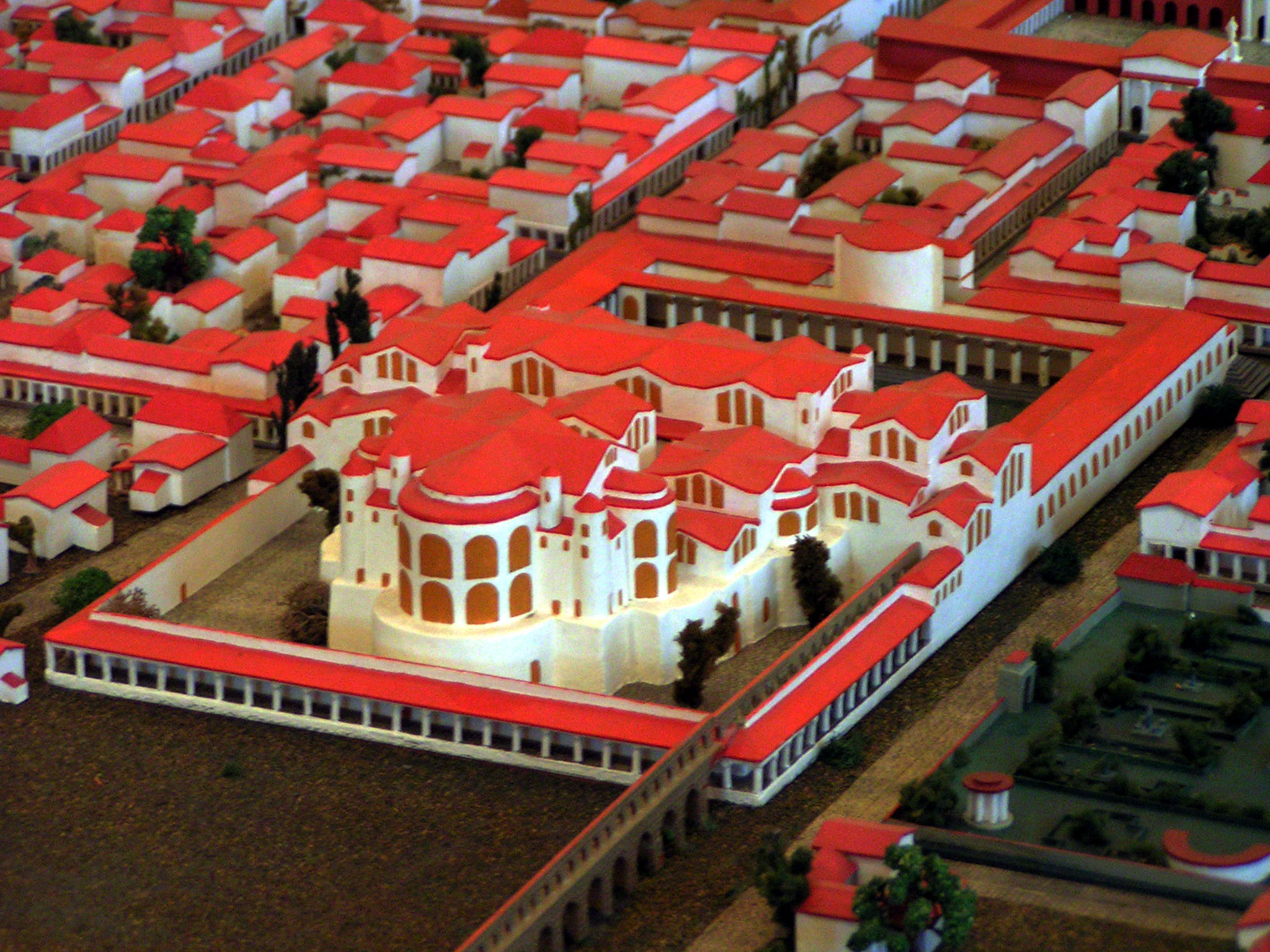
Ідеальна реконструкція недобудованих Імператорських термів із 4 ст. н. е. (Макет міста у Трірському краєзнавчому музеї)

Імператорські терми (нім. Kaiserthermen) — монументальні залишки спроектованих з розмахом давньоримських громадських лазень, згодом перетворених на римський військовий табір, у центрі німецького міста Трір (лат. Augusta Treverorum), пам'ятка архітектури  доби Пізньої античності. 
Будівля з її частково ще збереженими 19-метровими стінами зараховується до найбільших давньоримських лазень на північ від Альп. З 1986 року Імператорські терми стали частиною Світової спадщини ЮНЕСКО «Давньоримські пам'ятки, кафедральний собор Св. Петра і церква Богоматері в Трірі». Перебувають під охороною як пам'ятка культури з 1989  та належать до культурного надбання, захищеного згідно з Гаазькою конвенцією. Попри передбачувану величину так і не добудовані Імператорські терми не стали найбільшими лазнями Тріра, оскільки їх у розмірах перевершили набагато старші Терми Варвари. Нині територію термів і прилеглу місцевість визнано археологічним парком.